# Jewish People's Institute
Le Jewish People's Institute de Chicago est un centre communautaire juif à Chicago, aux États-Unis, construit en 1927. Il est le plus grand centre juif d'éducation et de loisirs de Chicago. Il ferme en 1955 et devient une école publique. Il est devenu un monument historique le 28 juin 2000. 

## Histoire
Le  Jewish People's Institute  de Chicago est un centre communautaire juif à Chicago, aux États-Unis, construit en 1927,.
Des dizaines de milliers de personnes fréquentent ce centre. Le coût de sa construction est de 2 000 000 $. Le Jewish People's Institute est une agence de la Fédération juive de Chicago. À son ouverture, c'est le centre communautaire le plus moderne des États-Unis.

## Localisation
3500 W. Douglas Blvd.

## Architecte
Klaber & Grunsfel